# Твої гріхи
Твої гріхи (с укр. — «Твои грехи») —  украиноязычная песня украинской певицы Тины Кароль, выпущенная 2 сентября 2016 года. Является лид-синглом из альбома «Интонации». Певица выпустила песню сразу на двух языках – кроме украинской версии есть и её англоязычный вариант «Blindfold».

## Описание
Композиция «Твої гріхи» написана в двух вариантах: на украинском и на английском. В английской версии песня называется «Blindfold». Песня стала первым синглом с альбома «Интонации» который вышел в 2017 году.
“Это песня о женском прощении. Если мы говорим о настоящей и вечной любви, то это всегда «Всепрощение». Именно о такой любви моя новая песня. Она открывает новый этап в моём творчестве”. – Тина Кароль о своей новой композиции.
Автором слов выступил Дмитрий Тубольцев. Видеоработа к песне, снята с использованием самых передовых технологий в области спецэффектов и компьютерной анимации.

## Видео
1 сентября 2016 года певица представила видеоклип на песню «Твої гріхи». Клип вышел на официальном YouTube канале исполнительницы.

Над клипом Тины Кароль работала компания GloriаFX. В видеоработе Кароль использован спецэффект «невидимки». В клипе певицу спасает невидимый герой, держит её на руках, танцует с ней, но визуально в кадре его нет. При этом вся пластика тела Тины и её взаимодействие с ним сохранены. 
“Это уникальная работа, очень кропотливая и сложная, у нас было несколько задач - донести до зрителя физическое взаимодействие Тины с невидимым героем. Показать распускающиеся бутоны цветов внутри её тела, с «рассыпанием» кожи в этот момент. Основной сложностью именно этого эффекта было воссоздать эту идею при динамичной камере”. – говорит сорежиссёр клипа Сергей Машевский.
 Но главным спецэффектом клипа, конечно же, считается живая анимация. С помощью компьютерной графики кожа певицы «рассыпается», и зрители видят, как распускаются цветы.

## Список композиций
| №  | Название     | Текст песни       | Музыка      | Длительность |
| -- | ------------ | ----------------- | ----------- | ------------ |
| 1. | «Твої гріхи» | Дмитрий Тубольцев | Тина Кароль | 3:41         |

## История релиза
| Регион | Дата            | Формат                         | Версия                  | Лейбл      | Прим.  |
| ------ | --------------- | ------------------------------ | ----------------------- | ---------- | ------ |
| Мир    | 2 сентября 2016 | Цифровая дистрибуция, стриминг | украинская и английская | Баз лейбла | [ 11 ] |
| СНГ    | 2 сентября 2016 | Радиоротация                   | украинская и английская | Баз лейбла | [ 12 ] |